# Neelagunda
Neelagunda oder Nilagunda (Kannada: ನೀಲಗುಂದ) ist ein ca. 4.000 Einwohner zählendes Dorf im Gemeindebezirk (taluk) von Harapanahalli im Distrikt Davanagere im südwestindischen Bundesstaat Karnataka. Der Ort verfügt über einen interessanten mittelalterlichen Tempel.

## Lage
Neelagunda liegt nahe dem geografischen Zentrum Karnatakas in einer Höhe von ca. 600 m; die Distriktshauptstadt Davanagere befindet sich ca. 40 km (Fahrtstrecke) südlich. Wegen der Höhenlage ist das Klima für indische Verhältnisse eher gemäßigt; Regen (ca. 640 mm/Jahr) fällt hauptsächlich während der Monsunmonate Mai bis Oktober.

## Bevölkerung
Ca. 85 % der mehrheitlich Kannada sprechenden Bevölkerung sind Hindus und etwa 13 % sind Moslems; andere Religionen (Jains, Sikhs, Buddhisten, Christen etc.) bilden zahlenmäßig kleine Minderheiten. Der männliche Bevölkerungsanteil ist ca. 5 % höher als der weibliche.

## Wirtschaft
Die Einwohner von Neelagunda leben überwiegend als Bauern, Handwerker, Kleinhändler und Kleindienstleister bzw. Tagelöhner. Auf den Feldern der Umgebung werden hauptsächlich Weizen, Linsen und Kichererbsen angebaut, aber auch Kokospalmen spielen eine wichtige Rolle im Wirtschaftsleben der Region.

## Geschichte
Eine mittelalterliche Inschrift aus dem Jahr 1087 erwähnt eine Brahmanensiedlung (agraharam) mit Namen Nirgunda; sie gehörte damals zum Chalukya und später zum Hoysala-Reich. Im 15. und in der ersten Hälfte des 16. Jahrhunderts war die Gegend Teil des Vijayanagar-Reiches, im Jahr 1690 kam sie unter die Kontrolle des Fürstenstaates von Mysore, dessen Herrschaft jedoch in der zweiten Hälfte des 18. Jahrhunderts durch Hyder Ali (reg. 1761–1782) und seinen Sohn Tipu Sultan (reg. 1782–1799) unterbrochen wurde. Danach spielten die Briten bis zur Unabhängigkeit (1947) die dominierende militärische und wirtschaftliche Rolle in Südindien.

## Sehenswürdigkeiten

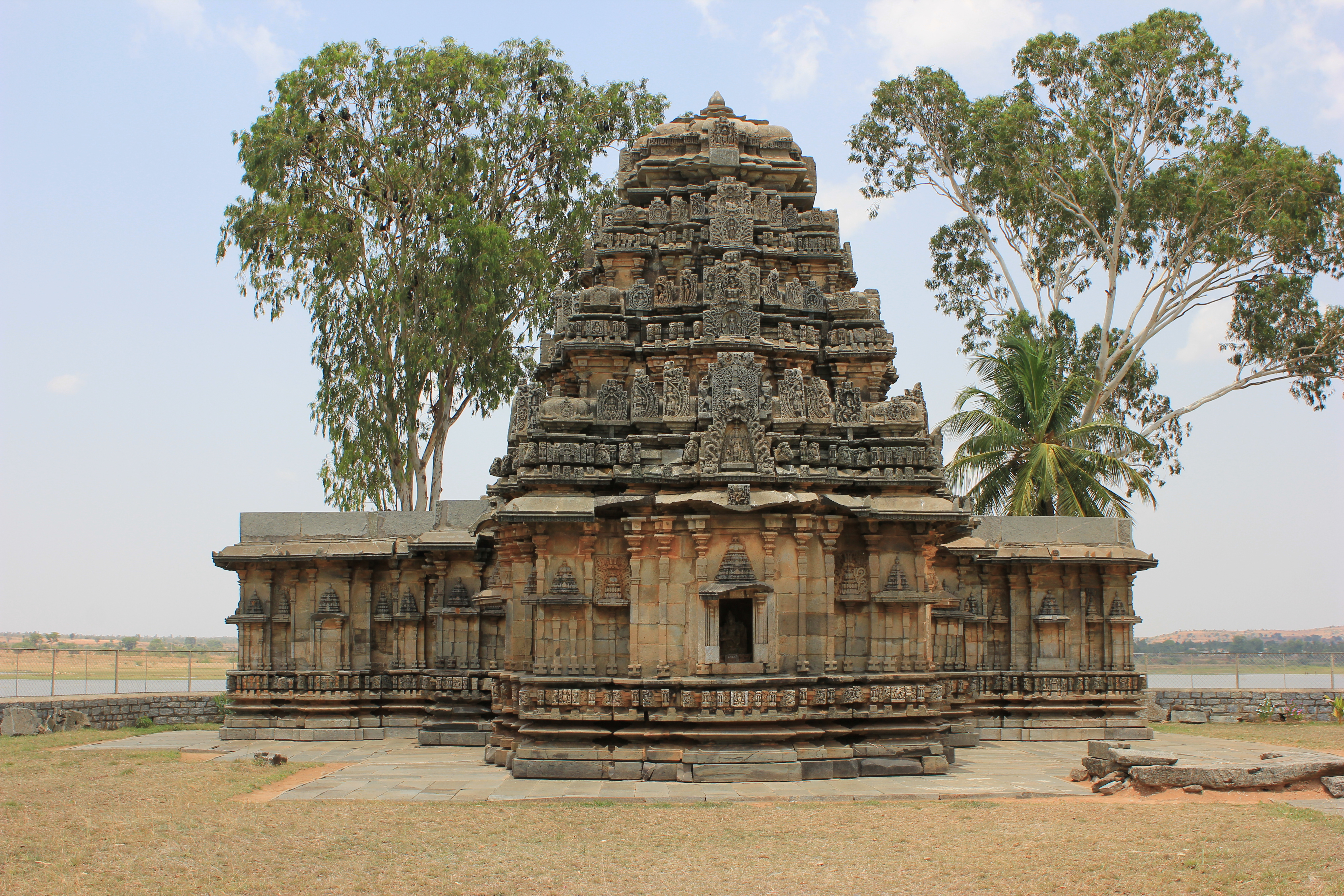
Bhimeshwara-Tempel

- Trotz der nahe bei dem dem Hindu-Gott Shiva geweihten Bhimeshwara-Tempel befindlichen Inschrift aus dem Jahr 1087, sind das Gründungsdatum, der oder die Stifter sowie die weitere Geschichte des Tempels unklar. Der Archaeological Survey of India sieht in ihm einen Bau der späten Chalukya-Zeit (11. Jh.), doch weisen viele Details eher auf eine Entstehung bzw. einen Umbau in der Hoysala-Zeit (13. Jh.) hin. Er gehört zu den kleeblattförmigen Tempeln Karnatakas, doch nur über der im Westen befindlichen Cella (garbhagriha) erhebt sich ein mehrfach gestufter Turm (vimana) mit abschließender „Schirmkuppel“ und Vasenaufsatz (kalasha); die seitlichen Türme wurden nie fertiggestellt oder sind verschwunden. Zwischen den Cellae befindet sich eine Vorhalle (mandapa) mit geschnitzten Säulen und einem liegenden Nandi-Bullen auf einem Podest. Während der Tempel im Äußeren weitgehend schmucklos gestaltet ist, finden sich im Innern die für die Chalukya-Architektur, später dann auch für die Hoysala-Architektur typischen gedrechselten Specksteinsäulen; ein vielfältiges Rosettendekor in den Deckenkompartimenten sowie ein außergewöhnlich reich gestaltetes Eingangsportal zur Cella, in welcher sich ein Shiva-Lingam befindet. Der Tempel wurde ebenerdig erbaut, ruht aber zum Schutz vor (Monsun-)Regen und freilaufenden Tieren auf einer knapp 80 cm hohen Sockelzone; eine rituelle Umwandlung (pradakshina) ist somit nur auf dem mit Steinplatten belegten Bodenniveau möglich.
- Unmittelbar neben dem Tempel wurden mehrere mittelalterliche Inschriftstelen aufgestellt.

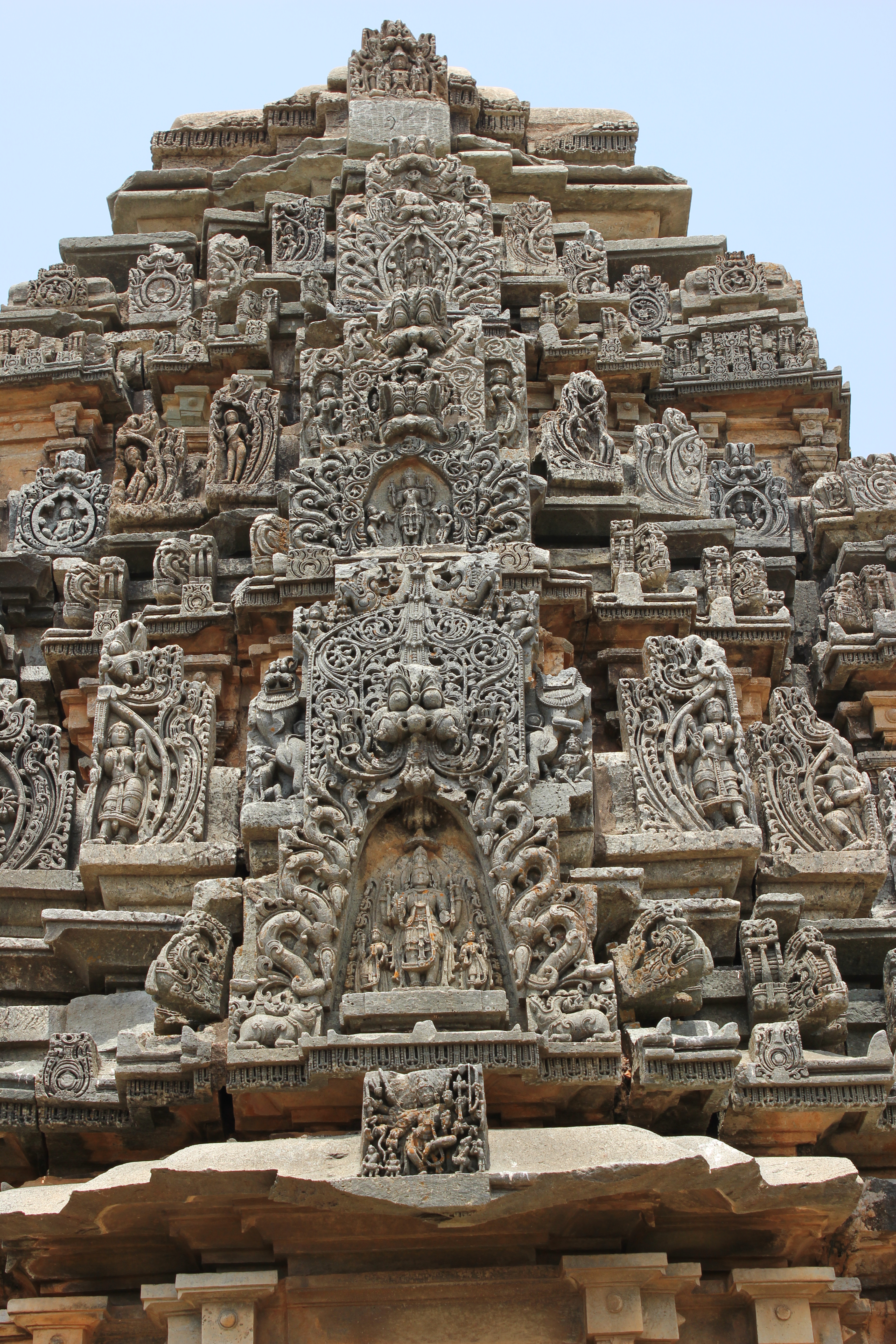
Detail des Turmaufbaus
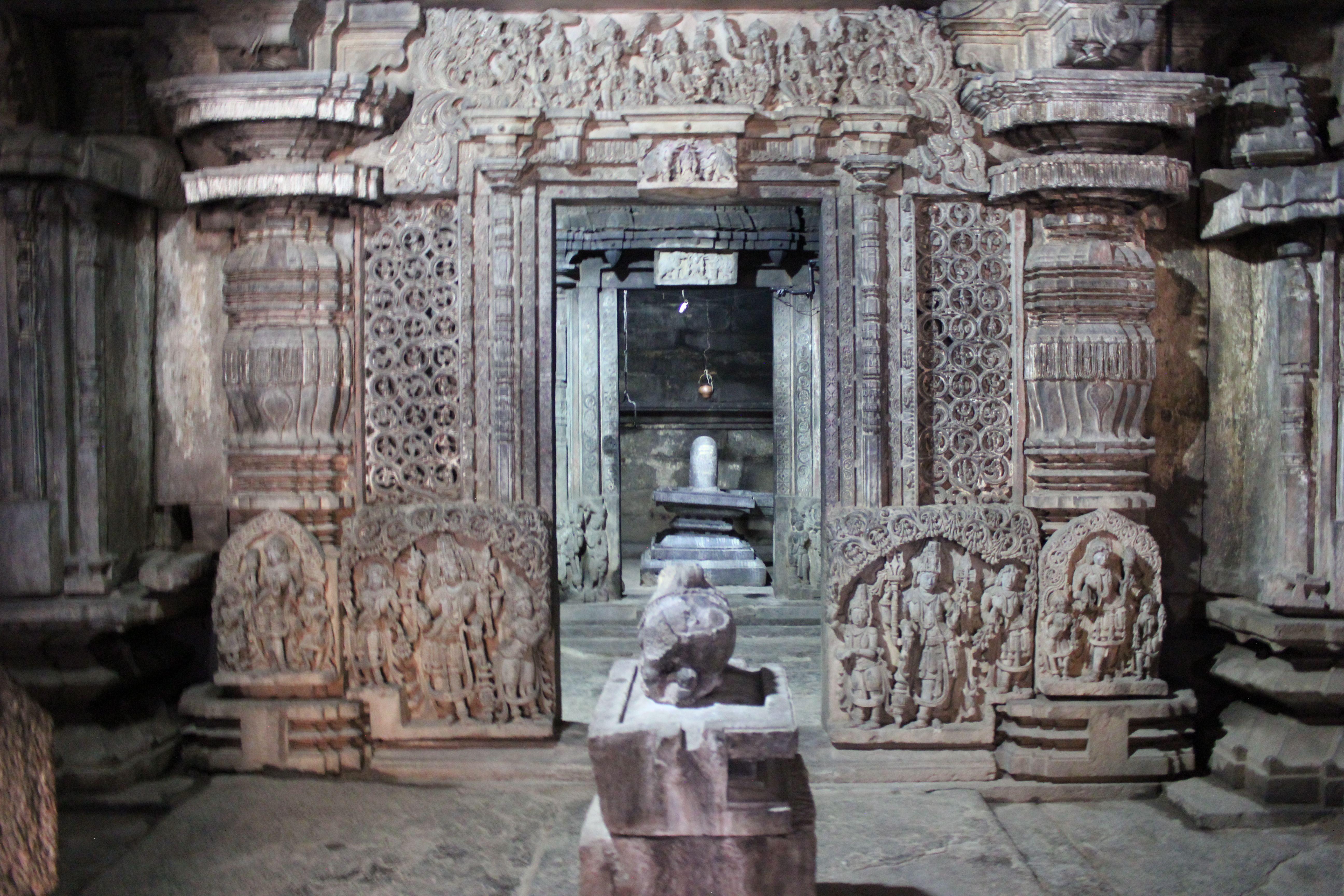
Vorhalle (mandapa) mit Portal zur Cella
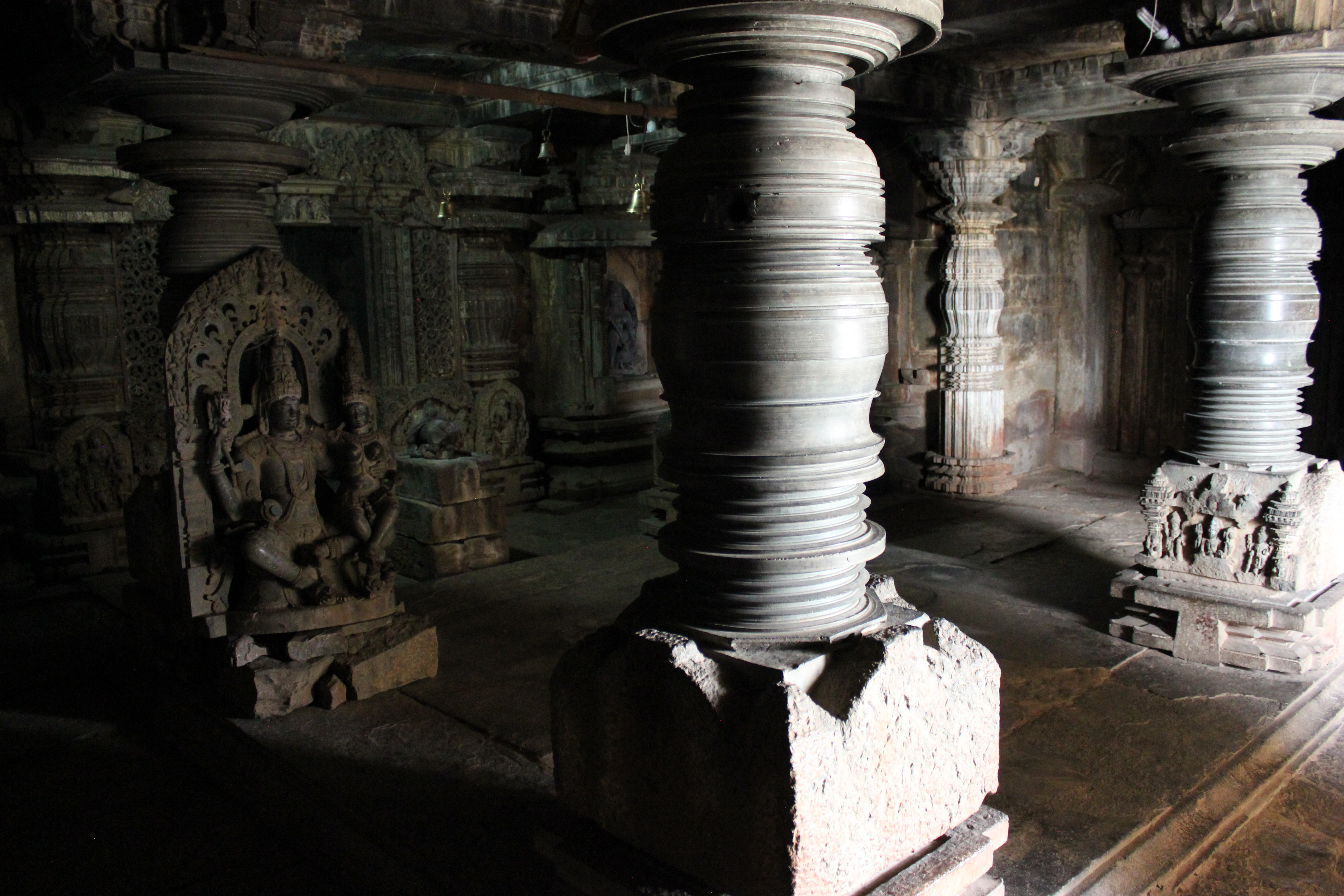
Blick in die Vorhalle
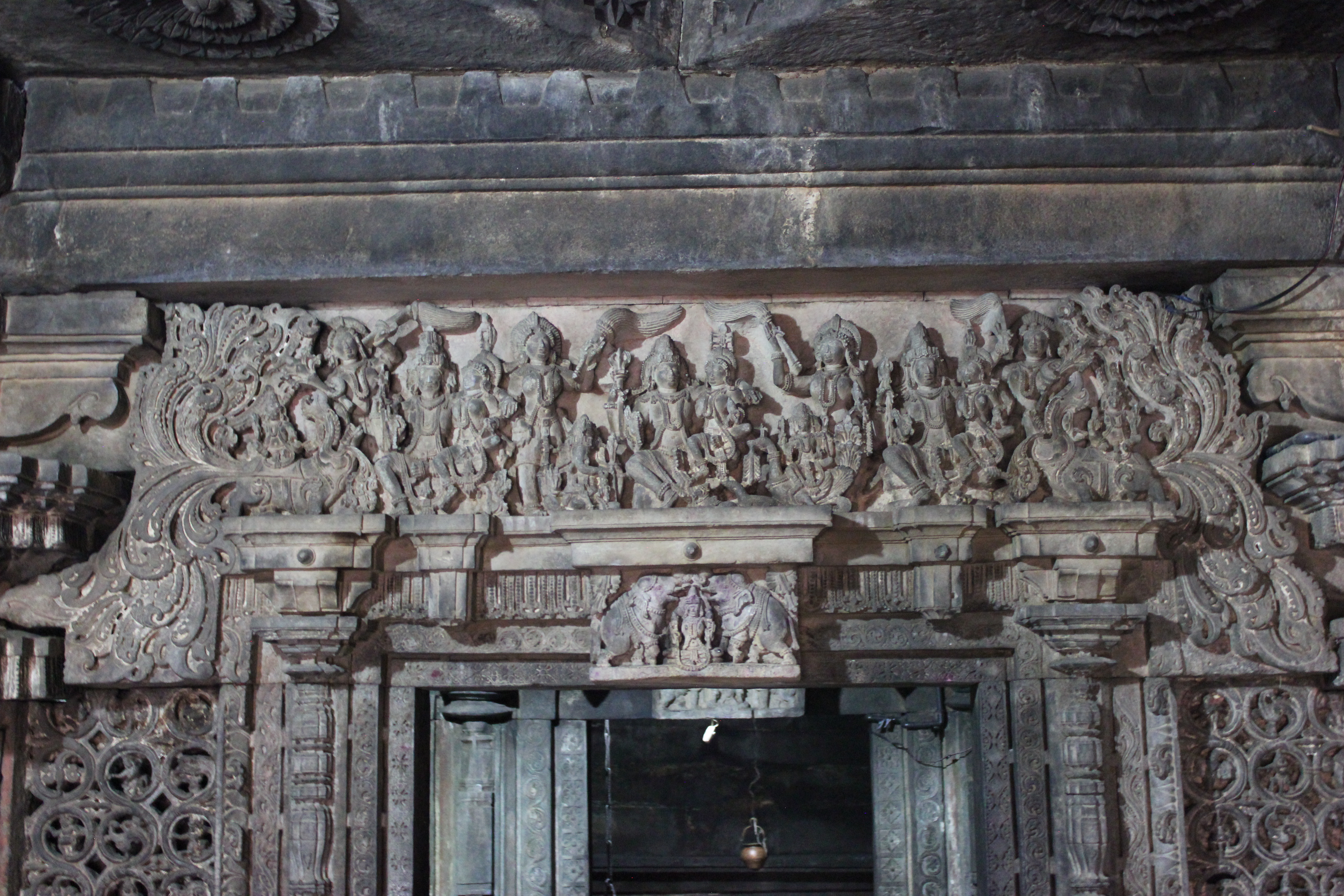
Steinerner Sturzbalken mit Shiva, Parvati und zahlreichen Dienern; darunter ein gajalakshmi-Motiv
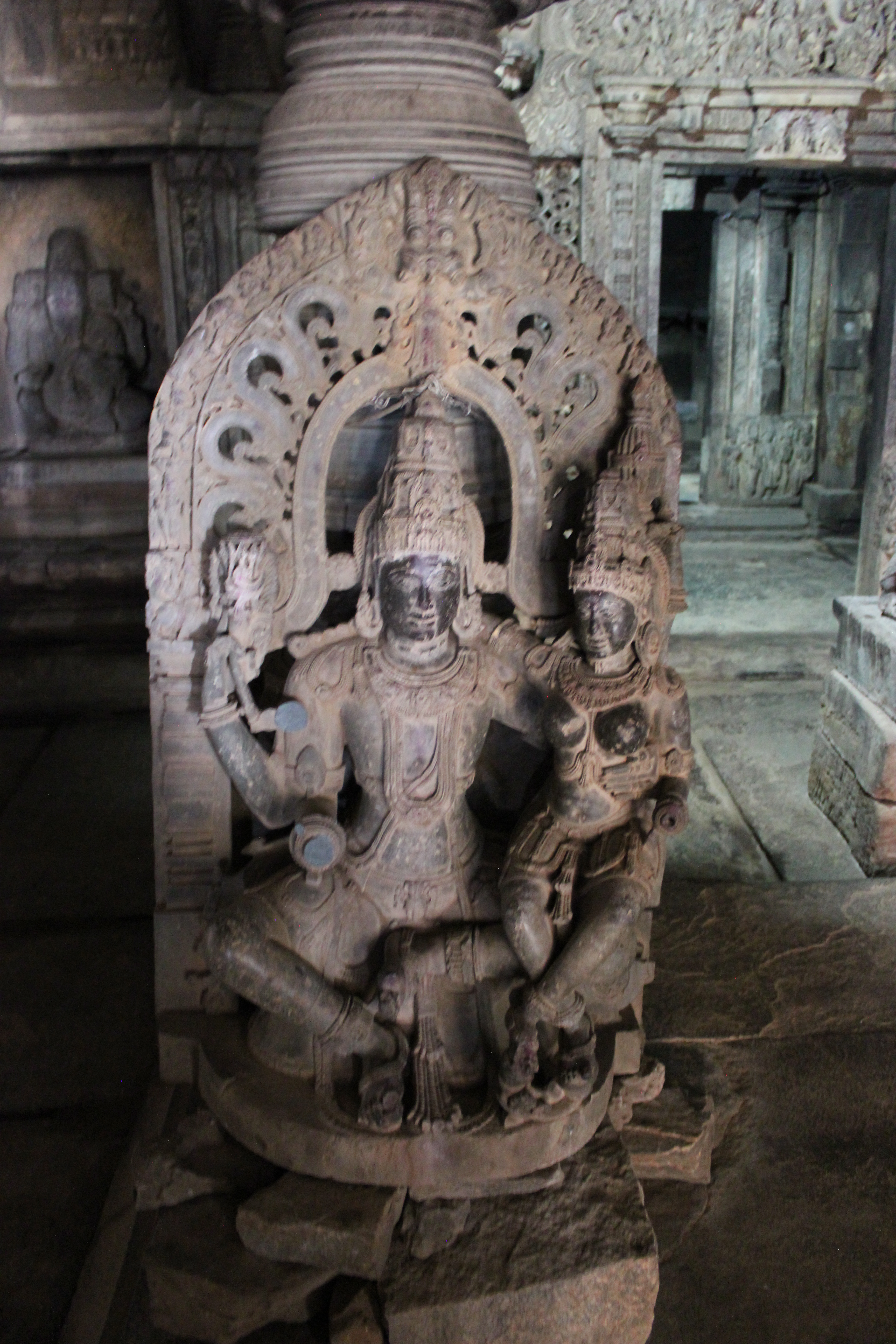
Shiva und Parvati